# Nertera
Genre
Nertera est un genre d'environ 15 espèces de plantes à fleurs de la famille des Rubiacées, originaire de l'Hémisphère Sud, à savoir l'Amérique du Sud et de l'Australasie, mais dont une espèce est largement répandue dans l'Hémisphère Nord, en Amérique Centrale, dans l'est de l'Asie, et à Hawaï.
Le nom dérive du grec mot nerteros.
Ce sont des plantes basses, rampante, formant des tapis d'herbacées vivaces pouvant atteindre 20 à 40 cm d'extension au sol, mais pas plus de quelques centimètres de hauteur.
Les feuilles sont généralement assez petites, et lorsqu'on les froisse, peuvent chez certaines espèces libérer une odeur fétide (méthanethiol). Les fleurs sont insignifiantes et la pollinisation est sans doute anémophile.

## Liste des espèces et variétés
Selon BioLib (16 décembre 2018) :
- Nertera balfouriana Cockayne & Allan
- Nertera ciliata
- Nertera cunninghamii Hook.f.
- Nertera dichondrifolia Hook.f.
- Nertera setulosa Hook.f.

Selon Catalogue of Life (16 décembre 2018) :
- Nertera balfouriana Cockayne
- Nertera ciliata Kirk
- Nertera cunninghamii Hook.f.
- Nertera dichondrifolia (A.Cunn.) Hook.f.
- Nertera granadensis (Mutis ex L.f.) Druce
- Nertera holmboei Christoph.
- Nertera nigricarpa Hayata
- Nertera sinensis Hemsl.
- Nertera villosa B.H.Macmill. & R.Mason

Selon GRIN (16 décembre 2018) :
- Nertera balfouriana Cockayne
- Nertera granadensis (Mutis ex L. f.) Druce

Selon ITIS (16 décembre 2018) :
- Nertera granadensis (Mutis ex L. f.) Druce

Selon World Checklist of Selected Plant Families (WCSP) (16 décembre 2018) :
- Nertera balfouriana Cockayne (1911 publ. 1912)
- Nertera ciliata Kirk (1899)
- Nertera cunninghamii Hook.f. (1852)
- Nertera dichondrifolia (A.Cunn.) Hook.f. (1852)
- Nertera granadensis (Mutis ex L.f.) Druce (1917)
  - variété Nertera granadensis var. granadensis
  - variété Nertera granadensis var. tetrasperma (Kunth) L.Andersson (1993)
- Nertera holmboei Christoph. (1944)
- Nertera nigricarpa Hayata (1908)
- Nertera scapanioides Lange, Index Seminum (C (1869)
- Nertera sinensis Hemsl., J. Linn. Soc. (1888)
- Nertera villosa B.H.Macmill. & R.Mason (1995 publ. 1996)

Selon NCBI (16 décembre 2018) :
- Nertera assurgens Thouars
- Nertera balfouriana Cockayne
- Nertera depressa Gaertn.
- Nertera dichondrifolia (A.Cunn.) Hook.f.
- Nertera granadensis (Mutis ex L.f.) Druce
- Nertera holmboei Christoph.
- Nertera nigricarpa Hayata
- Nertera villosa B.H.Macmill. & R.Mason
- Nertera yamashitae Yamazaki

Selon The Plant List (16 décembre 2018) :
- Nertera balfouriana Cockayne
- Nertera ciliata Kirk
- Nertera cunninghamii Hook.f.
- Nertera dichondrifolia (A.Cunn.) Hook.f.
- Nertera granadensis (Mutis ex L.f.) Druce
- Nertera holmboei Christoph.
- Nertera nigricarpa Hayata
- Nertera sinensis Hemsl. ex F.B.Forbes & Hemsl.
- Nertera villosa B.H.Macmill. & R.Mason
- Nertera yamashitae Yamazaki

Selon Tropicos (16 décembre 2018) (Attention liste brute contenant possiblement des synonymes) :
- Nertera adsurgens DC.
- Nertera alsinoides Schltdl. & Cham.
- Nertera arnottiana (Walp.) B.L. Rob.
- Nertera assurgens Thouars
- Nertera balfouriana Cockayne
- Nertera ciliata Kirk
- Nertera cunninghamii Hook. f.
- Nertera dentata Elmer
- Nertera depressa Gaertn.
- Nertera dichondrifolia (A. Cunn.) Hook. f.
- Nertera gracilis Raoul
- Nertera granadensis (Mutis ex L. f.) Druce
- Nertera hirsuta B. Boivin
- Nertera holmboei Christoph.
- Nertera montana Colenso
- Nertera nigricarpa Hayata
- Nertera papillosa Colenso
- Nertera pusilla Colenso
- Nertera repens Ruiz & Pav.
- Nertera reptans (F. Muell.) F. Muell. ex Benth.
- Nertera scapanioides Lange
- Nertera setulosa Hook. f.
- Nertera sinensis Hemsl.
- Nertera taiwaniana Masam.
- Nertera tetrasperma Kunth
- Nertera villosa B.H. Macmill. & R. Mason
- Nertera yamashitae Yamazaki